# Istocheta transcaspica
Istocheta transcaspica är en tvåvingeart som först beskrevs av Villeneuve 1920.  Istocheta transcaspica ingår i släktet Istocheta och familjen parasitflugor. Inga underarter finns listade i Catalogue of Life.